# Edward B. Nilsen
Edward B. Nilsen (Bergen, 1935) is een Noors componist, dirigent en kornettist.
Van deze Noorse componist is niet veel bekend. Hij was solo-kornettist in een brassband van het Noorse Leger des Heils. Nilsen was ook dirigent van verschillende Noorse harmonieorkesten zoals het Hordaland Ungdomskorps (HUK) van de federatie "Norges Musikkorps Forbund Hordaland" te Bergen (Noorwegen) en van het Landås Skoles Musikkorps (1965-1974). Naast zijn werkzaamheden als dirigent heeft hij veel gearrangeerd (Bergensiana van Johan Halvorsen; Bønder I byen en Lord Mayor van Sverre Berg alsook Gammal Fäbodpsalm från Dalarne van Oscar Lindberg als solo voor kornet en brassband), maar ook eigen werk geschreven.

## Composities

### Werken voor harmonieorkest
- 1985 Hordaklang, feestfanfare
- Alltid freidig
- Barnas Evergreens
- Beguine GoGo
- Freedom "Fliyktning-74"
- Flyktningemarsj-79
- Home on the Range, voor kornet en harmonieorkest
- Jubilar
- Julemelodier - Julens Sangleker
- Koraler for korps, 141 hymnes en liederen voor harmonieorkest
- Lollipops - Jazz overtyr
- Miss Bjørevatn, wals
- Olymdiade-Stikka
- På Eidsvold
- Rumba Juanita
- Tango
- Wenday Love